# Borgosesia Calcio 1998-1999
Questa pagina raccoglie le informazioni riguardanti il Borgosesia Calcio nelle competizioni ufficiali della stagione 1998-1999.

## Rosa
| N. |                   | Ruolo | Calciatore        |
| -- | ----------------- | ----- | ----------------- |
|    | Italia (bandiera) | A     | Armando Casu      |
|    | Italia (bandiera) | P     | Marzio Dan        |
|    | Italia (bandiera) | D     | Aron Danini       |
|    | Italia (bandiera) | D     | Andrea Dotti      |
|    | Italia (bandiera) | C     | Sergio Galeazzi   |
|    | Italia (bandiera) | C     | Corrado Giannini  |
|    | Italia (bandiera) | A     | Christian Guatteo |
|    | Italia (bandiera) | C     | Alessandro Misso  |
|    | Italia (bandiera) | C     | Cristian Nicolini |
|    | Italia (bandiera) | A     | Fabio Oddo        |
|    | Italia (bandiera) | D     | Eugenio Paganini  |
|    | Italia (bandiera) | D     | Matteo Paladin    |

| N. |                   | Ruolo | Calciatore           |
| -- | ----------------- | ----- | -------------------- |
|    | Italia (bandiera) | D     | Emiliano Panella     |
|    | Italia (bandiera) | C     | Giuseppe Pellegrino  |
|    | Italia (bandiera) | C     | Umberto Pini         |
|    | Italia (bandiera) | C     | Antonio Rubino       |
|    | Italia (bandiera) | P     | Giovanni Sannino     |
|    | Italia (bandiera) | C     | Fabio Scienza        |
|    | Italia (bandiera) | A     | Gianluca Siazzu      |
|    | Italia (bandiera) | C     | Elio Signorelli (II) |
|    | Italia (bandiera) | A     | Battista Simonelli   |
|    | Italia (bandiera) | D     | Damiano Sironi       |
|    | Italia (bandiera) | D     | Luigi Sottana        |
|    | Italia (bandiera) | D     | Alessandro Zito      |